# César Azpilicueta
César Azpilicueta Tanco (Zizur Mayor, 28 augustus 1989) is een Spaans voetballer die doorgaans als rechtsback speelt. Hij verruilde Chelsea in 2023 voor Atlético Madrid. Azpilicueta debuteerde in 2013 in het Spaans voetbalelftal.

## Clubcarrière

### Osasuna
César Azpilicueta begon zijn jeugdcarrière bij Osasuna, uit zijn geboortestad, waar hij alle jeugdelftallen doorliep. Azpilicueta maakte zijn Primera División- en tevens profdebuut op 8 april 2007 in de met 2–0 verloren wedstrijd tegen Real Madrid. Hij was toen nog jeugdspeler van Osasuna. Azpilicueta begon zijn loopbaan als middenvelder. In het seizoen 2007/08 brak hij door. Door veel blessureleed in de verdediging van de club werd hij opgesteld als rechtsachter. Deze positie behield hij voor de rest van zijn dagen bij Osasuna. In totaal kwam hij tot 105 wedstrijden voor de club.

### Olympique Marseille
Op 21 juni 2010 bevestigde het Franse Olympique Marseille dat er een akkoord was bereikt met Osasuna voor de transfer van Azpilicueta voor de som van 7,5 miljoen euro. Een week later bevestigde de Navarrees het akkoord met de Franse kampioen en dat de transfersom opliep tot 9,5 miljoen euro. Azpilicueta maakte op 7 augustus 2010 zijn debuut met een basisplaats bij de Franse kampioen. Hij kon niet vermijden dat zijn team met 1–2 verloor van SM Caen. In zijn UEFA Champions League-debuut tegen Spartak Moskou maakte hij het enige doelpunt van de partij, wel in eigen doel. Op 10 november 2010 maakte Azpilicueta zijn allereerste doelpunt in het voordeel van Olympique Marseille. In de Coupe de la Ligue scoorde hij de beslissende 2–1 tegen AS Monaco. Net voor de winterstop raakte hij voor de rest van het seizoen uit met een enkelblessure. In het seizoen 2011/12 kreeg hij opnieuw een basisplaats. Hij kwam tot 68 wedstrijden voor Marseille en scoorde twee keer.

### Chelsea
Azpilicueta tekende in augustus 2012 een contract bij Chelsea, dat 8 miljoen euro voor hem betaalde. Daar moest hij de concurrentie aangaan met Branislav Ivanović. In zijn eerste seizoen in Londen kreeg hij een basisplaats, al stelde Rafael Benítez in topwedstrijden soms Ivanović op voor meer defensieve zekerheid. Zijn debuut maakte hij op 25 september 2012, in de met 6–0 gewonnen bekerwedstrijd tegen Wolverhampton Wanderers. Met Chelsea won hij dat jaar de UEFA Europa League-editie van 2012/13.
Azpilicueta scoorde zijn eerste doelpunt voor Chelsea op 29 oktober 2012 in de met 2–0 gewonnen bekerwedstrijd tegen Arsenal. Na de komst van trainer José Mourinho startte Azpilicueta veel als linksback, in plaats van Ashley Cole. Over Azpilicueta zei Mourinho: "Azpilicueta is het type speler waar ik heel erg van hou. Ik denk dat een team van elf Azpilicueta's de UEFA Champions League kan winnen, want voetbal gaat niet alleen om puur talent." Dat seizoen, 2013/14, werd hij uitgeroepen tot Player of the Year van Chelsea. In de seizoenen daarop was Azpilicueta belangrijk in de winst van de Football League Cup en de FA Community Shield, waarin hij linksback was. Bovendien werd hij in het seizoen 2014/15 kampioen van Engeland met Chelsea, een kunstje dat hij herhaalde in het seizoen 2016/17. Dat seizoen was Antonio Conte zijn trainer en hij transformeerde Azpilicueta van linksback om in een centrale verdediger in een driemansdefensie. Hij speelde alle minuten dat kampioensjaar.
In juli 2017 werd Azpilicueta, na het vertrek van John Terry, aangewezen als de vice-aanvoerder van Chelsea, achter Gary Cahill. Twee seizoenen later, na het vertrek van Cahill, werd Cesar Azpilicueta de nieuwe aanvoerder. Hij had de aanvoerdersband al meerdere keren gedragen bij afwezigheid van Cahill, zoals in de UEFA Europa League-finale van 2018/19, waarin Chelsea met 4–1 van Arsenal won.
Op 29 mei 2021 won Azpilicueta met Chelsea de finale van de UEFA Champions League-editie van 2020/21 ten koste van Manchester City. Op 11 augustus 2021 werd vervolgens tegen Villarreal de strijd om de UEFA Super Cup gewonnen nadat een uiteindelijke strafschoppenreeks (6–5 winst) de doorslag gaf. Op 12 februari 2022 wist Azpilicueta met Chelsea voor de eerste keer in de clubhistorie het FIFA WK voor clubs te winnen door CONMEBOL Libertadores-winnaar Palmeiras in de finale te verslaan. In de reguliere speeltijd leverde de finale na een 1–1 gelijkspel geen winnaar op; Kai Havertz benutte in de zevenentwintigste minuut van de extra speeltijd een strafschop.
Op 21 januari 2023 speelde Azpilicueta zijn 500ste wedstrijd in het shirt van de Londense club. In deze wedstrijd tegen Liverpool FC, die uiteindelijk eindigde in een 0-0 gelijkspel, viel hij in de 81ste minuut in voor Trevoh Chalobah.

### Atlético Madrid
In de zomer van 2023 verruilde hij Chelsea transfervrij voor het Spaanse Atlético Madrid, waar hij voor één seizoen tekende.

## Clubstatistieken
| Seizoen     | Club                | Competitie       | Competitie | Competitie | Beker | Beker | Internationaal | Internationaal | Totaal | Totaal |
| Seizoen     | Club                | Competitie       | Wed.       | Dlp.       | Wed.  | Dlp.  | Wed.           | Dlp.           | Wed.   | Dlp.   |
| ----------- | ------------------- | ---------------- | ---------- | ---------- | ----- | ----- | -------------- | -------------- | ------ | ------ |
| 2007/08     | Osasuna             | Primera Division | 29         | 0          | 0     | 0     | —              | —              | 29     | 0      |
| 2008/09     | Osasuna             | Primera Division | 36         | 0          | 2     | 0     | —              | —              | 38     | 0      |
| 2009/10     | Osasuna             | Primera Division | 33         | 0          | 5     | 0     | 0              | 0              | 38     | 0      |
| Club Totaal | Club Totaal         | Club Totaal      | 98         | 0          | 7     | 0     | 0              | 0              | 105    | 0      |
| 2010/11     | Olympique Marseille | Ligue 1          | 15         | 0          | 2     | 1     | 4              | 0              | 21     | 1      |
| 2011/12     | Olympique Marseille | Ligue 1          | 30         | 1          | 6     | 0     | 8              | 0              | 44     | 1      |
| 2012/13     | Olympique Marseille | Ligue 1          | 2          | 0          | 1     | 0     | 0              | 0              | 3      | 0      |
| Club Totaal | Club Totaal         | Club Totaal      | 47         | 1          | 9     | 1     | 12             | 0              | 68     | 2      |
| 2012/13     | Chelsea             | Premier League   | 27         | 0          | 10    | 0     | 11             | 0              | 48     | 0      |
| 2013/14     | Chelsea             | Premier League   | 29         | 0          | 5     | 1     | 10             | 0              | 44     | 1      |
| 2014/15     | Chelsea             | Premier League   | 29         | 0          | 7     | 0     | 4              | 0              | 40     | 0      |
| 2015/16     | Chelsea             | Premier League   | 37         | 2          | 4     | 0     | 8              | 0              | 49     | 2      |
| 2016/17     | Chelsea             | Premier League   | 38         | 1          | 9     | 1     | 0              | 0              | 47     | 2      |
| 2017/18     | Chelsea             | Premier League   | 37         | 2          | 7     | 0     | 8              | 1              | 52     | 3      |
| 2018/19     | Chelsea             | Premier League   | 38         | 1          | 10    | 0     | 9              | 0              | 57     | 1      |
| 2019/20     | Chelsea             | Premier League   | 36         | 2          | 5     | 0     | 8              | 2              | 49     | 4      |
| 2020/21     | Chelsea             | Premier League   | 26         | 1          | 6     | 0     | 11             | 0              | 43     | 1      |
| 2021/22     | Chelsea             | Premier League   | 27         | 1          | 8     | 1     | 12             | 1              | 47     | 3      |
| 2022/23     | Chelsea             | Premier League   | 25         | 0          | 2     | 0     | 5              | 0              | 32     | 0      |
| Club Totaal | Club Totaal         | Club Totaal      | 349        | 10         | 73    | 3     | 86             | 4              | 508    | 17     |
| 2023/24     | Atlético Madrid     | Primera Division | 2          | 0          | 0     | 0     | 0              | 0              | 2      | 0      |
| Club Totaal | Club Totaal         | Club Totaal      | 2          | 0          | 0     | 0     | 0              | 0              | 2      | 0      |
| TOTAAL      | TOTAAL              | TOTAAL           | 496        | 11         | 89    | 4     | 98             | 4              | 683    | 19     |

Bijgewerkt op 23 augustus 2023

## Interlandcarrière
Azpilicueta speelde in in alle jeugdelftallen van Spanje. Zo werd hij in 2007 Europees kampioen met Spanje onder 19. Hij speelde in 2009 tevens op het Europees kampioenschap voetbal onder 21 en werd in 2011 opnieuw Europees kampioen met Spanje onder 21 in Denemarken.
De toenmalige Spaanse bondscoach Vicente del Bosque nam Azpilicueta op 11 mei 2010 op in een dertigkoppige voorselectie voor hete wereldkampioenschap voetbal 2010, maar werd uiteindelijk niet opgeroepen. Azpilicueta nam wel met het Spaans olympisch voetbalelftal onder leiding van bondscoach Luis Milla deel aan de Olympische Zomerspelen van 2012 in Londen.
Azpilicueta werd begin 2013 door bondscoach Del Bosque opgeroepen voor het Spaans voetbalelftal en maakte op 6 februari 2013 zijn debuut in een vriendschappelijke interland tegen Uruguay. Hij speelde de hele wedstrijd. In juni werd hij opgenomen in de Spaanse selectie voor de FIFA Confederations Cup 2013, waar hij twee wedstrijden speelde, waaronder de finale tegen Brazilië. De wedstrijd werd verloren met 3–0. Azpilicueta speelde op het wereldkampioenschap voetbal 2014 mee in twee groepswedstrijden, waaronder de openingswedstrijd tegen Nederland (1–5 verlies). Op 17 mei 2016 werd hij  opgenomen in de Spaanse selectie voor het Europees kampioenschap 2016 in Frankrijk. Spanje werd in de achtste finale uitgeschakeld door Italië (2–0).
Azpilicueta maakte eveneens deel uit van de Spaanse selectie, die onder leiding van interim-bondscoach Fernando Hierro in 2018 deelnam aan de WK-eindronde in Rusland. Daar wist de ploeg niet te overtuigen; in groep B werd gelijkgespeeld tegen Portugal (3–3) en Marokko (2–2). Spanje won in de poulefase alleen van Iran (1–0). In de achtste finales trokken de Zuid-Europeanen vervolgens in de strafschoppenreeks aan het kortste eind in het duel met gastland Rusland (3–4), nadat beide teams in de reguliere speeltijd plus verlenging op 1–1 waren blijven steken. Koke en Iago Aspas misten voor Spanje vanaf elf meter, oog in oog met de Russische doelman Igor Akinfejev. Azpilicueta kwam niet in actie tijdens het toernooi.
Op 11 november 2022 werd bekend dat Azpilicueta was geselecteerd voor deelname aan het WK 2022 in Qatar.
| Interlands van César Azpilicueta voor Spanje | Interlands van César Azpilicueta voor Spanje | Interlands van César Azpilicueta voor Spanje | Interlands van César Azpilicueta voor Spanje | Interlands van César Azpilicueta voor Spanje | Interlands van César Azpilicueta voor Spanje |
| №                                            | Datum                                        | Wedstrijd                                    | Uitslag                                      | Soort wedstrijd                              | Doelpunten                                   |
| Als speler bij Chelsea FC                    | Als speler bij Chelsea FC                    | Als speler bij Chelsea FC                    | Als speler bij Chelsea FC                    | Als speler bij Chelsea FC                    | Als speler bij Chelsea FC                    |
| -------------------------------------------- | -------------------------------------------- | -------------------------------------------- | -------------------------------------------- | -------------------------------------------- | -------------------------------------------- |
| 1.                                           | 6 februari 2013                              | Uruguay – Spanje                             | 1 – 3                                        | Vriendschappelijk                            |                                              |
| 2.                                           | 8 juni 2013                                  | Haïti – Spanje                               | 1 – 2                                        | Vriendschappelijk                            |                                              |
| 3.                                           | 20 juni 2013                                 | Tahiti – Spanje                              | 0 – 10                                       | Confederations Cup                           |                                              |
| 4.                                           | 30 juni 2013                                 | Brazilië – Spanje                            | 3 – 0                                        | Confederations Cup                           |                                              |
| 5.                                           | 5 maart 2014                                 | Spanje – Italië                              | 1 – 0                                        | Vriendschappelijk                            |                                              |
| 6.                                           | 30 mei 2014                                  | Spanje – Bolivia                             | 2 – 0                                        | Vriendschappelijk                            |                                              |
| 7.                                           | 13 juni 2014                                 | Spanje – Nederland                           | 1 – 5                                        | WK 2014                                      |                                              |
| 8.                                           | 18 juni 2014                                 | Chili – Spanje                               | 2 – 0                                        | WK 2014                                      |                                              |
| 9.                                           | 4 september 2014                             | Frankrijk – Spanje                           | 1 – 0                                        | Vriendschappelijk                            |                                              |
| 10.                                          | 18 november 2014                             | Spanje – Duitsland                           | 0 – 1                                        | Vriendschappelijk                            |                                              |
| 11.                                          | 12 oktober 2015                              | Oekraïne – Spanje                            | 0 – 1                                        | Kwalificatie EK 2016                         |                                              |
| 12.                                          | 13 november 2015                             | Spanje – Engeland                            | 2 – 0                                        | Vriendschappelijk                            |                                              |
| 13.                                          | 24 maart 2016                                | Italië – Spanje                              | 1 – 1                                        | Vriendschappelijk                            |                                              |
| 14.                                          | 29 mei 2016                                  | Bosnië en Herzegovina – Spanje               | 1 – 3                                        | Vriendschappelijk                            |                                              |
| 15.                                          | 1 juni 2016                                  | Zuid-Korea – Spanje                          | 1 – 6                                        | Vriendschappelijk                            |                                              |
| 16.                                          | 17 juni 2016                                 | Spanje – Turkije                             | 3 – 0                                        | EK 2016                                      |                                              |

Bijgewerkt op 28 juni 2016.

## Erelijst

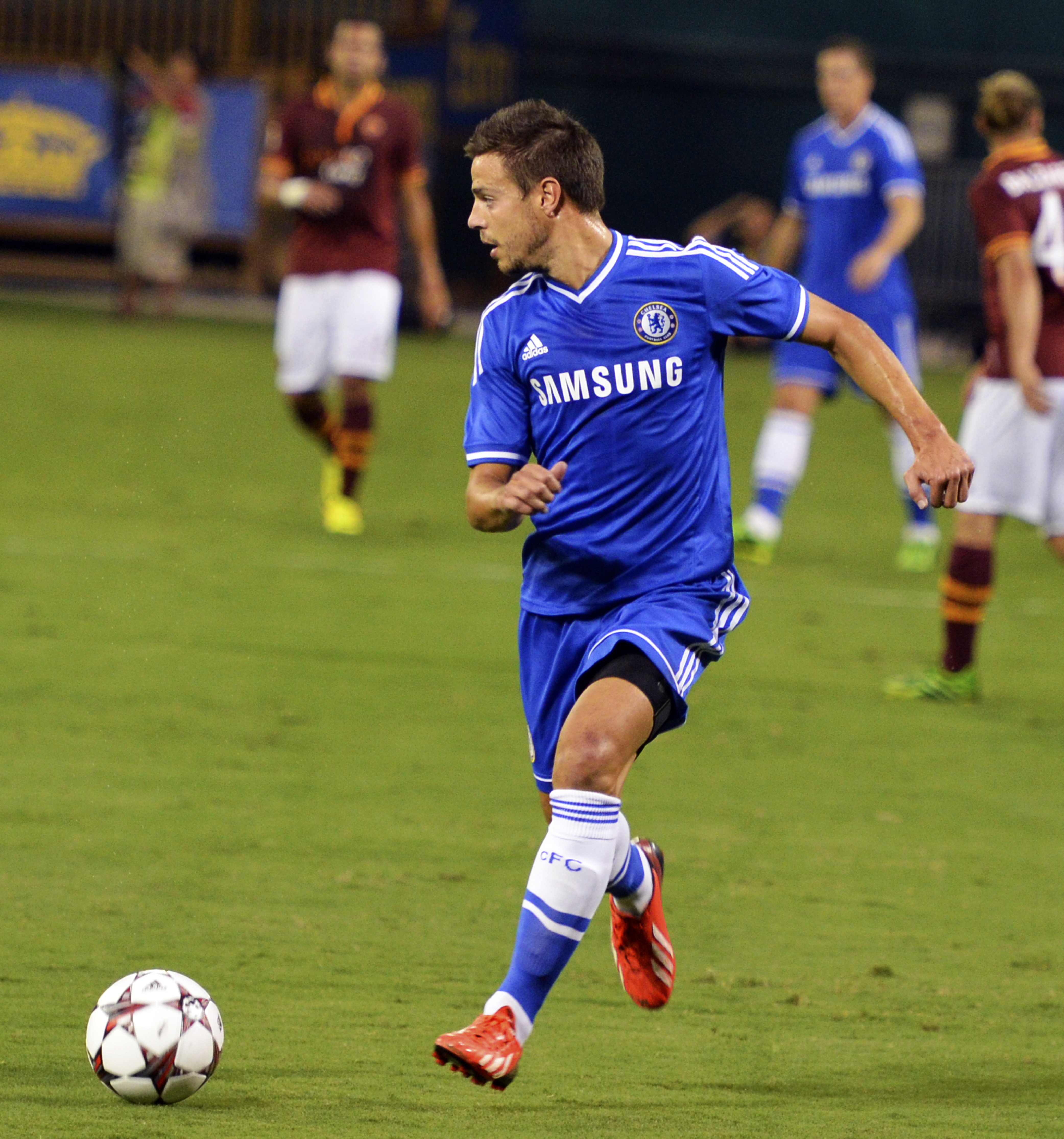
Azpilicueta werd met Chelsea landskampioen in de seizoenen 2014/15 en 2016/17

| Competitie            |                     |                     |                     |                     |
| Competitie            | Aantal              | Jaren               |                     |                     |
| Olympique Marseille   | Olympique Marseille | Olympique Marseille | Olympique Marseille | Olympique Marseille |
| --------------------- | ------------------- | ------------------- | ------------------- | ------------------- |
| Coupe de la Ligue     | 2x                  | 2010/11, 2011/12    |                     |                     |
| Trophée des Champions | 2x                  | 2010, 2011          |                     |                     |
| Chelsea               |                     |                     |                     |                     |
| UEFA Champions League | 1x                  | 2020/21             |                     |                     |
| UEFA Europa League    | 2x                  | 2012/13, 2018/19    |                     |                     |
| UEFA Super Cup        | 1x                  | 2021                |                     |                     |
| FIFA Club World Cup   | 1x                  | 2021                |                     |                     |
| Premier League        | 2x                  | 2014/15, 2016/17    |                     |                     |
| FA Cup                | 1x                  | 2017/18             |                     |                     |
| Football League Cup   | 1x                  | 2014/15             |                     |                     |
| Spanje –21            |                     |                     |                     |                     |
| UEFA EK –21           | 1x                  | 2011                |                     |                     |
| Spanje –19            |                     |                     |                     |                     |
| UEFA EK –19           | 1x                  | 2007                |                     |                     |